# Midnight Edition
Midnight Edition es una película estadounidense de suspenso de 1993, dirigida por Howard Libov, que a su vez la escribió junto a Michael Stewart y Yuri Zeltser, está basada en una novela de Charles Postell, musicalizada por Murray Attaway, en la fotografía estuvo Alik Sakharov y los protagonistas son Will Patton, Michael DeLuise y Clare Wren, entre otros. El filme fue producido por Midnight Edition Productions y Shapiro-Glickenhaus Entertainment.

## Sinopsis
Un periodista de un diario de una gran ciudad vuelve a la pequeña ciudad en donde nació, allí se topa con una horrenda escena del crimen. Él persigue la historia de una manera constante, es un sueño que se hizo real, pero sin darse cuenta ayuda al homicida a librarse del corredor de la muerte, ahora tiene que optar entre llevarlo a la policía o mantenerlo con vida a él y a su historia.